# Schefflera pubens
Schefflera pubens är en araliaväxtart som beskrevs av M.J.Cannon och John Francis Michael Cannon. Schefflera pubens ingår i släktet Schefflera och familjen araliaväxter.
Artens utbredningsområde är Costa Rica. Inga underarter finns listade.